# The Jon Spencer Blues Explosion
The Jon Spencer Blues Explosion (de vegades, simplement Blues Explosion o JSBX) és una banda de punk blues formada a Nova York (Estats Units) el 1990 per Jon Spencer (veu i guitarra), Judah Bauer (guitarra i veu) i Russell Simins (bateria).
Són considerats com uns dels impulsors del blues punk; durant els anys 1990 la JSBX va estar molt ben considerada per bona part de la crítica musical, i no del públic mainstream, a causa que sempre es van moure en cercles underground.

## Història

### Els començaments
Jon Spencer, originari de Hanover, Nou Hampshire (EUA), va formar a Nova York Pussy Galore, un grup de rock experimental que es va dissoldre a la fi dels anys 1980. Era un grup pel qual ningú donava un duro, però va servir d'embrió per a diverses bandes que van donar més que parlar: la mateixa Jon Spencer Blues Explosion, Boss Hog (formada pel mateix Spencer i Cristina Martinez) i Royal Trux (formada per Neil Hagerty i Jennifer Herrema).
Després de dissoldre's Pussy Galore, Jon Spencer va començar a treballar amb altres bandes com The Honeymoon Killers, Crowbar Massage i Boss Hog. Va ser amb The Honeymoon Killers on va conèixer Judah Bauer i Russell Simins, amb qui finalment va acabar formant JSBX. Judah Bauer havia tocat també amb The Trown Ups (amb qui va publicar un àlbum com a vocalista el 1990), banda formada per Mark Arm i Steve Turner de Mudhoney. Russell Simins tocava amb Crunt, amb qui va publicar un únic LP el 1994 i que es va dissoldre en 1995.
Amb el seu nou grup, Jon Spencer va deixar Boss Hog com a projecte paral·lel. Igual que amb Pussy Galore, JSBX es va caracteritzar per una formació sense baixista, en comptes d'un power trio
 habitual, la formació era de dos guitarristes i bateria. Les primeres referències de Jon Spencer (els senzills gravats per les «jukebox sèries» de In The Red, el senzill nadalenc per Sub Pop i el bootleg A Reverse Willie Horton, gravat en directe) són, segons John Dougan, d'Allmusic, «incomprensibles i excitants», amb un baix inexistent (o gravat a un volum molt baix) i guitarres distorsionades en primer pla.
Aviat van signar un contracte amb Matador Records, fruit del qual va ser el seu primer àlbum oficial (produït per Steve Albini), Jon Spencer Blues Explosion (1992), seguit de Crypt Style (Crypt, 1992). Crypt Style era una edició amb moltes de les cançons presents a Jon Spencer Blues Explosion, però amb versions diferents. En aquestes referències es va apreciar un canvi d'estil respecte als seus primers senzills: les cançons eren més coherents i tant la forma de cantar de Jon Spencer com la forma en la qual la banda li seguia van adoptar més aires de blues. Malgrat això, l'àlbum no es mou, ni de bon tros, dins dels paràmetres del blues ortodox. Segons John Dougan el punk és l'esperit d'aquest àlbum «dement» i «cru». Aquest i el seu primer germà Crypt Style són considerats entre els discos seminals del punk blues.
L'obra de JSBX va ser editada alhora per diversos segells, Matador, Crypt, Au-Go-Go, Toy's Factory i Mute/Virgin. Així, existeixen diverses edicions de cadascun dels àlbums.

### L'èxit
Durant aquest punt i fins a final de la dècada, els àlbums d'estudi de JSBX van ser molt ben acollits per la crítica i van esdevenir un grup d'èxit a nivell underground.
El 1993 va aparèixer el tercer àlbum, Extra Width, aquesta vegada produït pel mateix Jon Spencer i considerat per alguns com el millor treball del grup. En aquest àlbum es produeix una ruptura respecte als dos anteriors: comença a sonar com una banda dels anys 70 i la veu i posi
 de Spencer s'assemblen a les dels imitadors d'Elvis. L'actuació de Spencer és «histèrica» i l'àlbum es descriu com a «enèrgic i trastornat». Existeixen descarts i demos que es van publicar a Mo' Width (Au-Go-Go, 1994). Després de la publicació d'Extra Width van aparèixer per primera vegada a MTV, que va emetre el vídeo «Afro», cançó que fou el primer senzill de l'àlbum.
El 1994, amb l'edició del quart àlbum, el més accessible Orange, produït pel mateix grup i Jim Waters, el seu nombre de seguidors es va incrementar. JSBX van seguir buscant, en so i producció, les bandes underground dels 70. Amb aquest àlbum va arribar, a més, una nova cara del grup: el seu gust per les remescles i l'experimentació. El primer senzill d'Orange, «Flavor» (Matador), va arribar amb una remescla a la cara B del maxi single promocional. A aquest senzill van seguir «Bellbottoms» / «Miss Elaine» (Matador, 1995, aquesta vegada sense remescles) i l'EP El-Fi Demonstrational. L'EP es va editar en dos formats: 12", amb remescles de tres temes per UNKLE, Mike D. i Beck, i CD, amb tres cançons més remesclades per Calvin Johnson (de Dub Narcotic Sound System), Moby i GZA (de Wu-Tang Clan).
Fins a 1996 no va aparèixer un nou treball d'estudi, aquesta vegada titulat Now I Got Worry (Capitol/Matador). Com en l'anterior, Jim Waters va exercir de productor, a més del mateix Spencer. El treball segueix la línia dels seus predecessors, amb «guitarres aspres» i «veus com a lladrucs» i un so «fer i directe […] que manté el disc a dalt», segons Allmusic.
Entre 1996 i 1997, el grup va servir de banda de suport del bluesman R. L. Burnside i van gravar amb ell dos àlbums: A Ass Pocket Of Whiskey (Matador, 1996, OLE-214-1/2) i Mr. Wizard (Fat Possum, 1997, 80301-1/2). La notícia va causar certa consternació entre els fans més puristes de Burnside, ja que molts pensaven que Jon Spencer es burlava del blues amb la seva música.
A part de col·laborar amb Burnside, la Blues Explosion va realitzar una gira que els va portar, entre altres llocs, per Espanya. Aquest concerts van ser aplaudits per la crítica.
Dos anys més tard de la publicació de Now I Worry va aparèixer Acme (Matador, 1998), per a alguns, millor treball de la banda. Acme va ser el treball d'estudi en el qual van cristal·litzar els experiments realitzats anteriorment en senzills i EP. El so bàsic (dues guitarres i bateria) seguia sent el mateix, però en aquesta ocasió s'escolten elements propis de la música electrònica i el rap. Una altra novetat és que JSBX va utilitzar diversos productors: Calvin Johnson, Steve Albini, Dan the Automator, Suzanne Dyer, Jim Dickinson i Alec Empire (de Atari Teenage Riot).

### Aturada post-Acme
Després de la publicació d'Acme i la consegüent gira de presentació (en la qual van passar de nou per Espanya), la banda es va donar el seu primer respir en anys. Va ser una aturada, no obstant això, relativa, ja que van realitzar diferents projectes sota el nom de JSBX.
En 2000 van participar com a banda de suport en l'enregistrament de l'àlbum de Andre Williams Is the Black Godfather (In The Red, 2000), projecte de Mick Collins en col·laboració amb bandes com The Compulsive Gamblers, The Cheater Slicks, The Countdowns i els mateixos JSBX. A més, van gravar el EP de 12" Lap Dance (In The Red, 2000).
Durant aquest període es llançaren diversos àlbums de la Blues Explosion. Van aparèixer una sèrie d'àlbums de descarts de les sessions d'Acme: Acme-Plus (Mute, 1999), Extra-Acme (Toy's Factory, 1999), Xtra-Acme (Matador, 1999) i Ura-Acme (Toy's Factory, 1999). A més es va editar Experimental Remixes (Mute, 2000), un recopilatori que recollia diverses remescles editades en altres EP i singles.
Per separat, Judah Bauer va concentrar-se en el seu projecte paral·lel 20 Miles, que havia iniciat en 1996 al costat del seu germà Donovan després de l'enregistrament de l'àlbum de la JSBX Now I Got Worry. Durant l'aturada de la banda van publicar diversos àlbums: I'm A Lucky Guy (Fat Possum, 1998) i Keep It Coming (Fat Possum, 2002). A més, va col·laborar amb Speedball Baby en els àlbums Uptight! (In the Red, 2000, ITR 072) i The Blackout (In the Red, 2002, ITR 086).
Per la seva banda, Jon Spencer va formar un grup amb els germans Luther i Cody Dickinson (de North Mississippi Allstars) anomenat Spencer Dickinson. En 2001 van tenir lloc unes sessions en Mississippi's Zebra Ranch, un estudi d'enregistrament propietat de Jim Dickinson (pare dels dos germans i prestigiós productor). Fruit de les sessions va ser un àlbum editat per Toy's Party aquest mateix any: Spencer Dickinson.
Russel Simins va editar Public Places (Grand Royal, 2000) el seu primer àlbum en solitari.

### Tornada a l'activitat
El 2002 va aparèixer un nou treball d'estudi: Plastic Fang. L'àlbum va rebre bones crítiques a nivell internacional, però a Espanya va ser estomacat per la crítica. La Blues Explosion va deixar de costat l'experimentació d'Acme i va tornar a treballar amb un únic productor: Steve Jordan, aconseguint un so «directe i abrasiu», però més net i accessible que en anteriors treballs.
A l'àlbum li va seguir una gira de promoció, a Espanya, van tocar a Madrid. Va ser un concert sorpresa als locals d'assaig Rock Palace, i es va celebrar amb motiu de l'aniversari de Jon. Van tornar a passar per Europa, on van participar en la 8a edició del Festival de Rock d'Alaquàs i a Barcelona van actuar en el festival MTV Music Week, organitzat per la cadena MTV, al costat de Sidonie, Dover i The Libertines.
El 2004 va aparèixer Damage! un àlbum que, segons alguns crítics, mostrava el declivi de la banda. Para uns altres, en canvi, la Blues Explosion es mostrava com un conjunt d'excel·lents compositors, donant forma amb Damage! a algunes de les seves millors cançons. En aquest àlbum la banda va reprendre el concepte d'Acme: treballar amb diversos productors i col·laboradors per mostrar diferents facetes i treure-li més suc a les cançons. Alguns d'aquests col·laboradors van ser Martina Topley-Bird, James Chance, Chuck D., Steve Jordan, Dan the Automator, David Holmes o DJ Shadow. L'àlbum va aparèixer acreditat a «Blues Explosion» (sense el «Jon Spencer» davant), una forma, segons el mateix Spancer, de demostrar que la seva era una banda de debò i de cedir el protagonisme compartint-lo amb els altres dos membres.
Després de l'aparició de Damage! i la seva última gira, Blues Explosion va tornar a desaparèixer del mapa. Un dels motius va ser l'aparició del grup de rockabilly Heavy Trash, format per Spencer i Matt Verta-Ray. Entre 2004 i 2007 van aparèixer dos treballs de la banda, Heavy Trash (Yep Roc, 2005) i Going Way Out With Heavy Trash (Yep Roc, 2007). Durant aquests anys Jon Spencer es va concentrar en el seu nou projecte, enllaçant gires i enregistraments de manera contínua. A final 2007 van estar de gira per Europa, entre altres llocs, van tocar al Azkena Rock Festival de Vitòria. Per la seva banda, Judah Bauer va tocar durant 2006 amb la primera formació de The Childballads, la nova banda de Stewart Lupton, amb els qui va gravar el seu EP de debut Cheekbone Hollows. A més, durant 2006 va aparèixer un nou LP de Spencer Dickinson, The Man Who Lives for Love (Yep-Roc), que en realitat és una versió ampliada del ja editat Spencer Dickinson.
El 2007, tres anys després del seu últim treball d'estudi va aparèixer Jukebox Explosion, un àlbum de rareses que recopilava la sèrie de senzills que van editar amb In The Red a mitjan anys noranta. L'àlbum va aparèixer acreditat a «Jon Spencer Blues Explosion». El grup va iniciar una nova gira mundial anomenada «Jukebox Explosion Tour 2008». El 6 de setembre tocaren a Espanya en el marc del Azkena Rock Festival.

## Discografia

### Àlbums oficials
- Jon Spencer Blues Explosion (Caroline/Hut Records, 1992, HUTLP3/HUTCD3). Editat també per Virgin (1992).
- Crypt-Style (Crypt, 1992, CR-029). Apareixen molts temes del Jon Spencer Blues Explosion però en diferents versions.
- Extra Width (Matador, 1993, OLE-052-1/2/4). Existeixen edicions de Crypt (1993, CR-033), Au-Go-Go (1993, ANDA 175) i Toy's Factory (1993, TFCK-88740).
- Orange (Matador, 1994, OLE-105-1/2/4). Existeixen edicions de Crypt (1994, CR-046), Au-Go-Go (1994, ANDA 178) i Toy's Factory (1994, TFCK-8873914, aquesta, amb dos temes extres: «Flavor part 1 (remix by Mike D.)» i «Flavor part 2 (remix by Beck)», ambdues editades posteriorment en Experimental Remixes). Reeditat en 2000 per Mute (JSBX 2).
- Now I Got Worry (Capitol/Matador, 1996, OLE-193/CDP 7243 8 53553 2 5). Existeixen edicions de Mute (1996, Stumm 132), Toy's Factory (1996, TFCK-88795, amb temes extra: «Cool Vee» i «Get With It») i Au-Go-Go (1997, ANDA 210).
- Acme (Matador, 1998, OLE-322-1/2/4). Existeixen edicions de Mute (1998, Stumm 154) i Au-Go-Go (1999, ANDA 250).
- Plastic Fang (Matador, 2002, OLE-542). Existeixen edicions de Mute (2002, Stumm 199), Toy's Factory (2002, TFCK-87285, anomenat Fang Plastique) i una Plastic Fang Australian Tour Edition (2002, doble CD).
- Damage (Mute, 2004, Stumm 236/CDStumm 236)
- Jukebox Explosion (In The Red, 2007, ITR 146)

### Altres àlbums
- The Jon Spencer Blues Explosion Presents Jams In The Crypt Style (1+2 Records, 1992, 1+2 CD 024). Edició similar a Crypt Stile, però amb més cançons.
- Mo' Width (Au-Go-Go, 1994, ANDA 166). Descarts i demos de les sessions d'Extra Width.
- Controversial Negro (Matador, 1997, OLE-255-1). Existeixen edicions de Mute (1997, EXPLOSION 1 CD) i Toy's Factory (1997, TFCK-87126, amb temes extra: «The Feeling Of Love», «Down Low», «Dynamite Lover», «Flavor», «Full Grown»).
- Acme-Plus (Mute, 1999, Stumm 184).
- Extra-Acme (Toy's Factory, 1999, TFCK-87169).
- Xtra-Acme (Matador, 1999, OLE-376-1/2).
- Ura-Acme (Toy's Factory, 1999, TFJK-38502).
- Extra Width + Mo' Width (Mute, 2000, JSBX 1). Extra Width i Mo' Width en un únic CD.
- Experimental Remixes (Mute, 2000, JSBX 3). Àlbum de remescles.

### Bootlegs
- A Reverse Willie Horton (Public Pop-Ca Production, 1992, Pork-01). Primer enregistrament conegut de la JSBX, anterior al seu primer LP. 500 còpies.
- Blues Explosion, Lion Tamer's Revenge (In The Raw, 1992).
- Don't Cramp My Style (Dinamite Disk, 1994, TNT 007). Gravat en directe en Països Baixos el 18 de setembre de 1994.
- Blues Man/Live At The Whiskey-A-Go-Go (Bootleg, 1995, EMCD28).
- Devil's Blues, VPRO Session, sept '94 (Cock-Rock-Music, 1996, #001).
- Blues Explosion - Live!! 11-23-93
- Devil's Blues, VPRO Session, sept '94

### Vídeos
- The Jon Spencer Blues Explosion (Matador, 1997, OLE-263-3).

### Senzills i EP
- The Sound Of The Future Is Here Today (Clawfist, 1992, clawfist #13). EP en 7" amb tres cançons en directe: «History Of Sex», «Write A Song» i «Smoke Cigarettes».
- «Shirt-Jac» / «Latch On» (In The Red, 1992, ITR 007).
- «Son of Sam» / «Bent» (In The Red, 1992, ITR 011).
- «Big Yule Log Boogie / «My Christmas Wish» (Sub Pop, 1992, SP 180).
- «Train # 3» / «Train # 1» (In The Red, 1993, ITR 019).
- «Afro» / «Relax-Her» (Matador, 1994, OLE-077-7).
- «Flavor» (Matador, 1994, OLE-???-1). 12" promocional, amb la versió original en la cara A i un remix de Mike D. en la cara B.
- «Bellbottoms» / «Miss Elaine» (Matador, 1995, OLE-111-7). En vinil blanc.
- El-Fi Demonstrational (Matador, 1995, OLE-111-1). Existeix una edició en Au-Go-Go (1995, ANDA 190). conté tres remescles, «Bellbottoms» (per UNKLE), «Flavor part 1» (per Mike D.) i «Flavor part 2» (per Beck). També existeix una edició en CD (edicions de Matador, 1995, OLE-111-2 i Au-Go-Go, 1995, ANDA 190) amb tres cançons més: «Soul Typecast» (per Dub Narcotic Sound System/Calvin Johnson), «Greyhound part 1» (per Moby) i «Greyhound part 2» (amb la col·laboració de Killah Priest, remesclat per GZA de Wu-Tang Clan)
- «Get With It» / «Down Low» (In The Red, 1996, ITR 042).
- «2 Kindsa Love» / «Let's Smerf» (Matador, 1996, OLE-227-7 i Mute, 1996, mute 202). L'edició de Mute va ser en vinil rosa. Existeix un CD-single amb diferents cançons: «2 Kindsa Love», «Fish Sauce» (amb Money Mark) i «Cool Vee» (amb scratches de Adrock)
- «Wail #1» (Mute, 1997, lmute 204). 7" amb «Wail (Mario Remix)» i «Flavor (live version)».
- «Wail #2» (Mute, 1997, Mute 204). 7" amb tres cançons: «Wail (Video Mix)», «Judah Love Theme» i «Radio Espot».
- «Rocketship» / «Xocolata Joe» (Au-Go-Go, 1997, ANDA 231)
- Rocketship (Au-Go-Go, 1997, ANDA 231). CDEP amb «Rocketship», «Dynamite Lover (live)», «Down Low (live)», «Flavor (live)» i «Full Grown (live)»
- «Magical Colors» / «Confused» (Mute, 1998, mute 222). 7" en vinil transparent. Existeix un CDS amb diferents cançons: «Magical Colors», «Bacon» i «Get Down Lover».
- Acme 12" (Mute, 1998, P12 Stumm 154). 12" promocional amb «Magical Colors», «Calvin», «Lovin' Machine» i «Talk About The Blues».
- Talk About The Blues (Matador, 1998, OLE-327-1). 12" amb «Talk About The Blues (For The Saints And Sinners Remix)», «Lovin' Machine (Automator)», «Calvin» i «Calvin (Zebra Ranch). Existeix un altre 12" posterior (Mute, 1999, 12 mute 226) amb «Talk About The Blues (For The Saints And Sinners Remix)», «Lovin' Machine (Automator)» i «Calvin (Zebra Ranch)».
- «Talk About The Blues» (Matador, 1998, OLE-327-2). CD-single amb «Talk About The Blues (For The Saints And Sinners Remix)», «Bacon» i «Get Down Lover». Existeix un altre CD-single (Mute, 1999, cd mute 226) amb «Talk About The Blues», «Lovin' Machine (Automator)», «Calvin (Zebra Ranch)», «Talk About The Blues (For The Saints And Sinners Remix)» i «Talk About The Blues (video)».
- «Talk About The Blues» / «Wait A Minute» (Mute, 1999, mute 226). 7" en vinil taronja.
- «Heavy» / «Give Ja Some Hell» (Mute, 1999, mute 239). 7" en vinil blau.
- Heavy 12" (Mute, 1999, 12 mute 239). 12" amb «Heavy (Remix, Radio Edit)», «Attack (Detroit)», «2 Kindsa Love (Duck Rock 105.9 FM Remix)» i «Do You Wanna Get Heavy? (Duck Rock Hip'n'Bass Final Remix)».
- «Heavy» (Mute, 1999, cd Mute 239). CD-single amb «Heavy (Remix, Radio Edit)», «Attack (Detroit)», «2 Kindsa Love (Duck Rock 105.9 FM Remix)», «Blues Power», «Do You Wanna Get Heavy? (Duck Rock Hip 'n' Bass Remix)».
- Calvin (Au-Go-Go, 1999, ANDA 251). CD-EP amb «Calvin (Album Mix, per T-Ray de Cypress Hill)», «Wait A Minute (Moby)», «Get Down Lover (Nick Sansano)» i «Confused (Nick Sansano)».
- Calvin 12" (Au-Go-Go, 1999, ANDA 251). 12" amb «Calvin», «Calvin (Zebra Ranch Mix - Jim Dickinson)», «Talk About The Blues (For The Saints & Sinner Mix - David Holmes)».
- «Calvin» (Au-Go-Go, 1999, ANDA 251). 7".
- Techno Animal Remixes (Mute, 2000, 12 JSBX 4) 12" amb: «Bacon (radio edit)»,Not Yet (Sci-Fi Mix)», «Bacon (dub)» i «Not Yet (Splatter Mix)»
- «Ghetto Mon» / «Dya Wanna Get It?» (In The Red, 2002, ITR 088).
- «She Said (edit)» / «Ghetto Mom» (Mute, 2002, mute 263)
- «Sweet N Sour» / «Shakin' Rock 'N' Roll Tonight (live at VPRO)» (Mute, 2002, mute 271)
- «Shakin' Rock'n'Roll Tonight» / «She Said (The Tremelo Beer Gut Remix)» (Mute, 2002, mute 288). Existeix edició de CD-single amb 5 remescles més i pistes de vídeo.
- «Hot Gossip» / «Meet Em In The City» (Mute, 2004, mute 332)
- Burn It Off (Mute, 2004, mute 327). EP amb «Burn It Off», «Fed Up And Low Down» i «Serial Number»